# Biopouvoir
Le biopouvoir est un type de pouvoir qui s'exerce sur la vie : la vie des corps et celle de la population. Selon Michel Foucault, il remplace peu à peu le pouvoir monarchique de donner la mort. L'exercice de ce pouvoir constitue un gouvernement des hommes ; avant de s'exercer à travers les ministères de l'État, il aurait pris racine dans le gouvernement des âmes exercé par les ministres de l'Église. 
Les sujets du pouvoir exercé par les pasteurs de l'Église apprenaient à se considérer comme des brebis conduites par un berger. Le berger exerçait un pouvoir sur un troupeau de brebis, un troupeau d'âmes qu'il avait pour mission de sauver, c'est-à-dire de conduire au salut, plutôt que sur la population de corps de l'État-nation. Mais le fonctionnement de cette manière de pouvoir, proprement gouvernementale, restera la même, à travers l'Église ou l'État moderne : il est à la fois globalisant (le troupeau, la population) et individualisant (la brebis, le corps).
Avec la Réforme, dès lors que naît la raison d'État et que plusieurs souverains chrétiens se déconnectent radicalement de l'Église (surtout en Allemagne et en Angleterre), le biopouvoir s'imbriquera, toujours selon Foucault, à l'exercice du pouvoir souverain.
Dans cette version politique, étatique, le biopouvoir prendra en charge la vie, non plus des âmes, mais des hommes, avec d'un côté le corps (pour le discipliner) et d'un côté la population (pour la contrôler).
L'élément commun au corps et à la population, c'est la norme. La norme statistique. C'est elle qui fait en sorte que ce biopouvoir s'exerce, de manière rationnelle, à la fois sur un ensemble statistique (une collectivité) et sur un individu/un particulier.

## Biopolitique
Le biopouvoir, dans sa version politique, s'exerce d'abord via la prise en compte des êtres humains en tant qu'espèces vivantes; puis via leur milieu de vie, leur milieu d'existence. Par exemple, des épidémies de peste ont été liées à des problèmes de marécages et toute une politique d'hygiène publique s'est alors mise en place.
Les effets de la ville sur la natalité, la mortalité, la vieillesse de la population ont été analysés.
Avec l'industrialisation, la vieillesse, les accidents de travail et les infirmités de guerre posent le problème de l'individu qui tombe hors du champ de capacité au travail. Des mécanismes d'assurance et d'épargne visent à résoudre ce problème. Sont créées des caisses d'épargne et d'assurance collectives, des institutions médicales, des caisses de secours, des assurances-santé. 
L'industrialisation et la médecine publique ont suscité une véritable explosion démographique. Par conséquent, des mécanismes visant à réguler le mouvement des peuples se sont développés — des mécanismes statistiques.
Certains travaux universitaires s'inscrivent dans la lignée de ceux de Michel Foucault et questionnent le lien du biopouvoir à l'émergence et à la gestion politique du VIH-Sida. La chercheuse Florence Lhote avance ainsi la mise en crise du "biopouvoir" à la faveur de ce qu'elle a appelé "l'événement-Sida" dans les années 90 dans l'article "Genre et genres: le VIH par ses récits". 